# 데라자와 가타타카
데라자와 가타타카(일본어: 寺沢堅高, 1609년 ~ 1647년 12월 14일)는 에도 시대 전기의 다이묘이다. 히젠 가라쓰번의 제2대 번주를 지냈다. 가라쓰 번 선대 번주 데라자와 히로타카의 차남으로 태어났다. 형 다다하루가 후사 없이 요절하여 가라쓰 번의 세자가 되었다.
| 전임 데라자와 히로타카 | 제2대 가라쓰번 번주 (데라자와가) 1633년 ~ 1647년 | 후임 막부령(오쿠보 다다모토) |